# 奧拉瓦河 (蘇拉河支流)
奧拉瓦河（烏克蘭語：Олава）是烏克蘭的河流，位於該國北部，屬於蘇拉河的支流，發源自大布布尼，流經蘇梅州和切爾尼戈夫州，河道全長40公里，流域面積167平方公里。